# 東京都臨床工学技士会
一般社団法人東京都臨床工学技士会（とうきょうとりんしょうこうがくぎしかい）は、臨床工学技士によって構成される一般社団法人。略して都臨工（とりんこう）と呼ばれる。
組織の発足は1990年（平成2年）10月28日であり、社団法人としての設立は2010年（平成22年）4月16日である。
目的は、臨床工学技士の職業倫理の高揚、技士相互の連帯交流を深めるとともに学術技能の研鑽及び資質の向上に務め、都民の福祉、医療の普及発展に寄与することとし、活動を行っている。
各都道府県の技士会ごとに入会基準は異なる。
東京都に事務局を置き、地域の職能団体として活動しているが、他の道府県でも加入できる。

## 所在地
〒153-0044 東京都目黒区大橋2丁目16番28号　パインヒルズ301号

## 事業内容
- 臨床工学技士の学術技能の研鑽及び資質の向上に関すること。
- 臨床工学領域における調査研究及び情報の提供に関すること。
- 臨床工学技士の職業倫理の高揚に関すること。
- 臨床工学に関する刊行物の発行
- 臨床工学領域の都民への普及啓発活動に関すること。
- 内外関連団体との連帯・交流に関すること。
- 臨床工学技士の社会的地位の向上と相互福祉に関すること。
- その他、本会の目的を達成するために必要な事業。

## 活動内容
- （社）日本臨床工学技士会との連携
- 医療他職種団体および関連団体との連携強化
- 東京都臨床工学技士会総会および学術大会の開催
- 各種業務に関わるセミナーの開催
- 東京都福祉保健局との連携「医療従事者ネットワーク」への参加
- 東京都看護協会への協力ME機器研修講座の開催
- 医療機器安全管理責任者向けセミナーの開催
- 関東臨床工学技士会協議会への参加・協力
- HOSPEX Japanへの協力出展
- 臨床工学技士国家試験への監督協力
- 情報提供（会誌・会報の発行）

## 役員
- 酒井基広 - 会長 （東京女子医科大学病院　臨床工学部）
- 白井康之 - 副会長
- 井上博満 - 副会長 （日産厚生会玉川病院 臨床工学科）
- 村石州啓 - 事務局長 （吉川内科小児科病院 ME部）
- 安部貴之 - 理事 （東京女子医科大学病院 臨床工学部）
- 内山裕司 - 理事 （テルモ株式会社 MEセンター）
- 加納隆 - 理事 （埼玉医科大学保健医療学部 医用生体工学科）
- 関川智重 - 理事 （四谷メディカルキューブ）
- 岡本一彦 - 理事 （駿河台日本大学病院 臨床工学技士室）
- 岡本裕美 - 理事 （東邦大学医療センター大橋病院 臨床工学部）
- 奥田晃久 - 理事 （東京慈恵会医科大学附属病院 臨床工学部）
- 別所郁夫 - 理事 （東邦大学医療センター大橋病院 臨床工学部）
- 梶原吉春 - 理事 （東大和病院 臨床工学科）
- 中山雄司 - 理事 （東大和病院 臨床工学科）
- 仲尾次政隆 - 理事 （関東中央病院 医療機器管理室）
- 野口裕幸 - 理事 （CE野口企画）
- 山下好史 - 理事 （三井記念病院 MEセンター）
- 林直道 - 理事 （医療法人社団偕翔会豊島中央病院 臨床工学科）
- 新秀直 - 理事 （東京大学医学部附属病院 企画情報運営部、企画経営部）
- 濱田ゆう子 - 監事 （日本医科大学付属病院 ME部）
- 松本和之 - 監事 （須田内科クリニック）

平成27年4月